# Enrique Suárez Alba
Enrique Julián Suárez Alba fue un artista , pintor y acuarelista español, nacido el 9 de agosto de 1921 en Vitoria (Álava, País Vasco). Falleció en Vitoria el 10 de marzo de 1987.
Con algún antecedente artístico en su familia materna, estudió en el colegio de los Corazonistas de Vitoria, en la Escuela de Artes y Oficios de Pamplona y en la Escuela de Artes y Oficios de Vitoria, donde tuvo como maestros a los pintores Adrián Aldecoa y Mariano Basterra. Acabada la Guerra Civil, marchó a Francia para completar su formación artística; allí estuvo dos meses entre París, Burdeos y el País Vasco-Francés.
En 1942 realizó su primera exposición, en el café Acuario, situado en la calle Dato de Vitoria, donde expuso veinticuatro acuarelas, una de las cuales fue reproducida por la revista Arte Español. En julio de 1947 realizó su segunda exposición, en los Salones de Olaguibel, también en Vitoria.
Obtuvo muchos premios en exposiciones y participó en gran cantidad de bienales y exposiciones. Cabe destacar su aportación a las Bienales Hispanoamericanas de La Habana (1953) y Barcelona (1955), y a las Exposiciones Nacionales de Bellas Artes (1954, 1957, 1960, 1962, 1964, 1966 y 1968).
Fue asesor artístico de la Caja de Ahorros Municipal de Vitoria, presidente de la Agrupación de Acuarelistas Vascos, miembro de la Comisión de Estética del Ayuntamiento de Vitoria y delegado en el Consejo de Cultura de la Diputación Foral de  Álava.
De un cuadro suyo, por encargo de la Fundación Sancho el Sabio, salió la imagen del sello de correos que conmemora el 800 aniversario de la fundación de la ciudad de Vitoria en 1981.

Como pintor cultivó la acuarela y la pintura al óleo. Tuvo especial predilección por la pintura de paisajes. Su estiló basculó desde le impresionismo al fauvismo y expresionismo:
"He partido del impresionismo, sí, pero ahora mi pintura es más bien expresionista. Soy en el fondo expresionista por la razón siguiente: cada tema, como cada persona tiene su carácter y yo reflejo ese tema tal como yo lo veo, tal como me ha impresionado. Un mismo paisaje se nos presenta en días distintos de manera distinta. A lo mejor uno ve algo que le impresiona, vuelve al día siguiente con la paleta y ya lo ve de modo distinto. [...] En general uso bastantes. Depende de lo que quiera pintar. Si es un cuadro con sol, por ejemplo, utilizo colores primarios, azules, amarillos, rojos. Cuando voy a una paleta más parda utilizo los ocres, los que dan aspecto de tierra".